# Prosopocera regalis
Prosopocera regalis är en skalbaggsart som beskrevs av Stefan von Breuning 1936. Prosopocera regalis ingår i släktet Prosopocera och familjen långhorningar.
Artens utbredningsområde är:
- Malawi.
- Zimbabwe.

Inga underarter finns listade i Catalogue of Life.